# Ночной поезд в Инвернесс
Ночной поезд в Инвернесс (англ. Night Train for Inverness, также Night Train to Inverness) — чёрно-белый британский художественный фильм категории «B» 1960 года, драма, снятая Эрнестом Моррисом, в главных ролях Норман Вуленд, Джейн Хилтон и Деннис Уотерман. Сценарий был написан Марком Грэнтэмом.
Фильм примечателен тем, что в нём дебютировал Деннис Уотерман, и он был упомянут в эпизоде сериала The Minder (о сериале ITV 1979–1994, 2009, с участием Уотермана).

## Сюжет
Только что освободившийся из тюрьмы Рой Льюис узнаёт от своей враждебно настроенной бывшей тёщи, что его бывшая жена и их маленький сын Тед не хотят его видеть. Он встречает своего сына, который на самом деле любит своего отца и соглашается отправиться с ним в поездку на поезде в Инвернесс, не зная, что Льюис намерен сохранить постоянную опеку над Тедом и воспитывать его самостоятельно. Однако Льюис не знает, что у Теда недавно диагностировали диабет и ему необходимо регулярно делать инъекции инсулина. Тем временем мать Теда вызывает полицию, которая начинает срочную операцию по их розыску.

## В ролях
- Норман Вуленд[англ.] — Рой Льюис
- Джейн Хилтон[англ.] — Марион Крейн
- Деннис Уотерман[англ.] — Тед Льюис
- Сильвия Фрэнсис — Энн Льюис
- Валентайн Дьялл[англ.] — инспектор Кент
- Ирен Арнольд — миссис Уолл
- Колин Тэпли[англ.] — доктор Джексон
- Говард Лэнг[англ.] — сержант
- Каплан Кей[англ.] — Чарльз
- Арнольд Белл[англ.] — Хиггинс
- Антон Роджерс[англ.] — шотландец-доктор, интерн
- Ларри Нобл[англ.] — буфетчик

## Критика
The Monthly Film Bulletin писал: «Действие явно нацелено на напряжение и пафос, но надуманный сценарий и застенчивая, тяжеловесная режиссура оказываются непреодолимыми препятствиями. Конечный результат оказался крайне мягким, а жена, которую блестяще сыграла Сильвия Фрэнсис, предстала в качестве наиболее убедительного персонажа».
Kine Weekly пишет: «Картина извлекает человеческие чувства из тяжёлого положения юного диабетика и создаёт соответствующее напряжение, но является ли это проявлением неуместной зрелищности или нет, зависит от конкретного зрителя. Это может свести с ума некоторых зрителей! Денис Уотерман вполне естественен в роли Теда, Джейн Хилтон и Сильвия Фрэнсис контрастируют с Мэрион и Энн, Норман Вуленд представлен в роли Роя, а Ирен Арнольд убедительна в роли вмешивающейся миссис Уолл. Обстановка достаточно разнообразна, и путешествие на поезде нельзя назвать однообразным».
TV Guide дал сериалу две звезды из четырёх, назвав его «средней драмой».
The List дал фильму три звезды из пяти и написал: «Этот напряжённый триллер 1960 года, действие которого происходит в поезде, имеет много достоинств… Дерзкий (для своего времени) и очень смотрибельный».
Историки кино Стив Чибнелл и Брайан Макфарлейн писали, что фильм «порождает подлинное напряжение благодаря тщательно продуманному сценарию».